# مدير وكالة المخابرات المركزية (2005 - الان)
مدير وكالة المخابرات المركزية director of the Central Intelligence Agency (D/CIA) هو مكتب قانوني يعمل كرئيس فيه وكالة الاستخبارات المركزية، والتي بدورها جزء من مجتمع الاستخبارات الأمريكية . يقدم المدير تقاريره إلى مدير الاستخبارات الوطنية (DNI) ويساعده نائب مدير وكالة المخابرات المركزية (DD/CIA). المدير هو مدني أو جنرال أو ضابط علم في القوات المسلحة الأمريكية  يرشحه رئيس الولايات المتحدة، مع توصية من مدير المخابرات الوطنية،  ويجب تأكيده بأغلبية أصوات الولايات المتحدة مجلس الشيوخ .

## تاريخ المنصب
قبل 21 أبريل 2005، كان مدير الاستخبارات المركزية (DCI) يرأس كلاً من مجتمع الاستخبارات ووكالة المخابرات المركزية. بالإضافة إلى ذلك عمل مدير الاستخبارات المركزية كمستشار لرئيس الولايات المتحدة في شؤون الاستخبارات/ المخابرات وكان مستشارًا قانونيًا للاستخبارات لمجلس الأمن القومي (NSC).
في 21 أبريل 2005 تولى مدير المخابرات الوطنية (DNI) أدوار رئيس مجتمع الاستخبارات ومستشار استخباراتي رئيسي للرئيس ومجلس الأمن القومي.
تم إنشاء منصب مدير الاستخبارات المركزية عام 1946 من قبل الرئيس هاري إس ترومان . وهو بذلك يسبق إنشاء وكالة المخابرات المركزية (التي تم إنشاؤها بموجب قانون الأمن القومي لعام 1947 ). بعد نهاية الحرب العالمية الثانية، تم تفكيك مكتب الخدمات الإستراتيجية وتم تقسيم وظائفه بين وزارة الخارجية ووزارة الحرب (الدفاع الآن). سرعان ما أدرك الرئيس ترومان عدم كفاءة هذا الترتيب وأنشأ مجموعة الاستخبارات المركزية،  والتي يمكن اعتبارها مقدمة أصغر لمجلس الأمن القومي. في العام التالي، أنشأ قانون الأمن القومي لعام 1947 وكالة المخابرات المركزية ومجلس الأمن القومي، بينما حدد رسميًا واجبات مدير المخابرات المركزية. تم تحديد واجبات الـ DCI بشكل أكبر على مر السنين من خلال التقاليد وأعمال الكونغرس والأوامر التنفيذية .
اعتبارًا من فبراير 2017، تم رفع D / CIA إلى مستوى مجلس الوزراء للولايات المتحدة، كما حددته إدارة ترامب . انتهى هذا مع بداية إدارة بايدن .

## ترتيب القيادة
يحدد ترتيب القيادة المسؤول الذي يجب أن يتصرف ويؤدي وظائف وواجبات المدير في حالة وفاة المدير أو استقالته أو عدم قدرته على أداء واجباته. سوف يعمل المسؤول كمدير بالإنابة. إذا كان المسؤول يعمل بالفعل بصفته بالنيابة، أو غير مؤهل بموجب القانون الفيدرالي لإصلاح الوظائف الشاغرة لعام 1998، يتم تخطي الأمر إلى الشخص التالي في الطابور. ومع ذلك، يحتفظ رئيس الولايات المتحدة بسلطة تقديرية للخروج من القائمة في تعيين مدير بالإنابة.
| 1  | نائب المدير                                            |
| 2  | الرئيس التنفيذي للعمليات                               |
| 3  | نائب مدير وكالة المخابرات المركزية للعمليات            |
| 4  | نائب مدير CIA للتحليل                                  |
| 5  | نائب مدير وكالة المخابرات المركزية للعلوم والتكنولوجيا |
| 6  | نائب مدير CIA للابتكار الرقمي                          |
| 7  | نائب مدير وكالة المخابرات المركزية للدعم               |
| 8  | المستشار العام                                         |
| 9  | نائب رئيس العمليات                                     |
| 10 | كبير ممثلي وكالة المخابرات المركزية في المملكة المتحدة |
| 11 | كبير ممثلي وكالة المخابرات المركزية للساحل الشرقي      |
| 12 | كبير ممثلي وكالة المخابرات المركزية في الساحل الغربي   |

## قائمة المديرين
| #                                    | في المنصب                    | في المنصب            | الفترة                            | الرئيس الامريكي | الرئيس الامريكي        |
| ------------------------------------ | ---------------------------- | -------------------- | --------------------------------- | --------------- | ---------------------- |
| المنصب خلف مدير المخابرات المركزية . |                              |                      |                                   |                 |                        |
| 1                                    |                              | بورتر جوس            | 21 أبريل 2005 - 5 مايو 2006       |                 | جورج دبليو بوش         |
| 2                                    |                              | مايكل هايدن          | 30 مايو 2006 - 12 فبراير 2009     |                 | جورج دبليو بوش         |
| 2                                    | باراك اوباما                 | مايكل هايدن          | 30 مايو 2006 - 12 فبراير 2009     |                 |                        |
| 3                                    |                              | ليون بانيتا          | 13 فبراير 2009 - 30 يونيو 2011    |                 |                        |
| -                                    |                              | مايكل موريل مؤقت     | 1 يوليو 2011 - 6 سبتمبر 2011      |                 |                        |
| 4                                    |                              | ديفيد بترايوس        | 6 سبتمبر 2011 - 9 نوفمبر 2012     |                 |                        |
| -                                    |                              | مايكل موريل مؤقت     | 9 نوفمبر 2012-8 مارس 2013         |                 |                        |
| 5                                    |                              | جون برينان           | 8 مارس 2013 - 20 يناير 2017       |                 |                        |
| -                                    |                              | حديقة مروي مؤقت      | 20 يناير 2017-23 يناير 2017       |                 | دونالد ترمب            |
| 6                                    |                              | مايك بومبيو          | 23 يناير 2017-26 أبريل 2018       |                 | دونالد ترمب            |
| 7                                    |                              | جينا هاسبيل          | 26 أبريل 2018 - 21 مايو 2018      |                 | دونالد ترمب            |
| 7                                    | 21 مايو 2018 - 20 يناير 2021 | جينا هاسبيل          |                                   |                 | دونالد ترمب            |
| -                                    |                              | ديفيد كوهين مؤقت     | 20 يناير 2021-19 مارس 2021        |                 | جو بايدن               |
| 8                                    |                              | وليام جيه بيرنز      | 19 مارس 2021 - حتى يناير 20, 2025 |                 | جو بايدن               |
|                                      |                              | Tom Sylvester Acting | يناير 20, 2025 - يناير 23, 2025   |                 | دونالد ترمب 2025 -الان |
|                                      |                              | John Ratcliffe       | يناير 23, 2025 - الان             |                 | دونالد ترمب 2025 -الان |

## أنظر أيضا
- رئيس التحقيقات الجنائية بمصلحة الضرائب
- مدير مكتب التحقيقات الفيدرالي
- مدير الخدمة السرية للولايات المتحدة